# Fakultät für Wirtschaft und Recht des Kollegs Kaunas

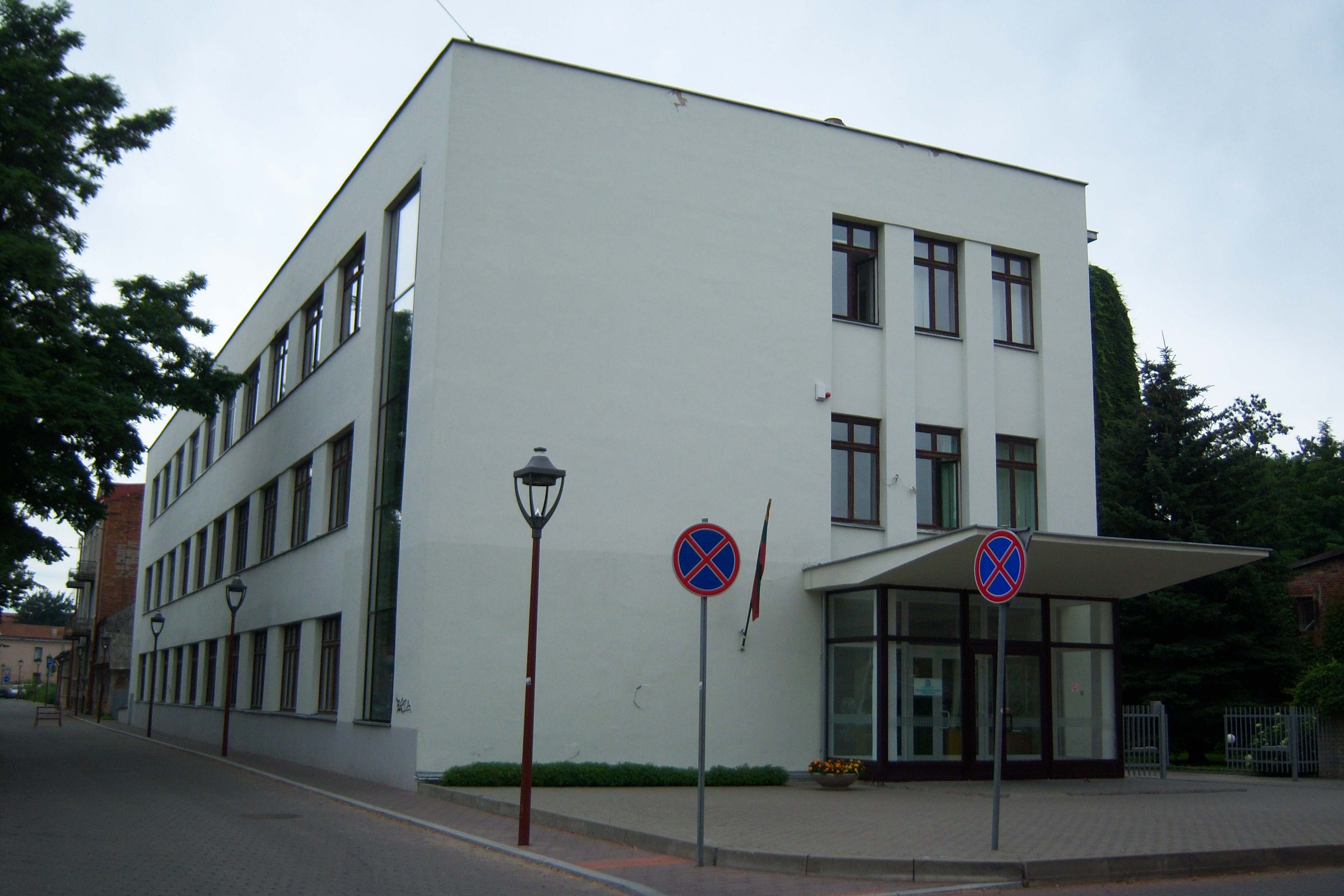
Fakultät für Wirtschaft und Recht, I rūmai, Puodžių g. 11

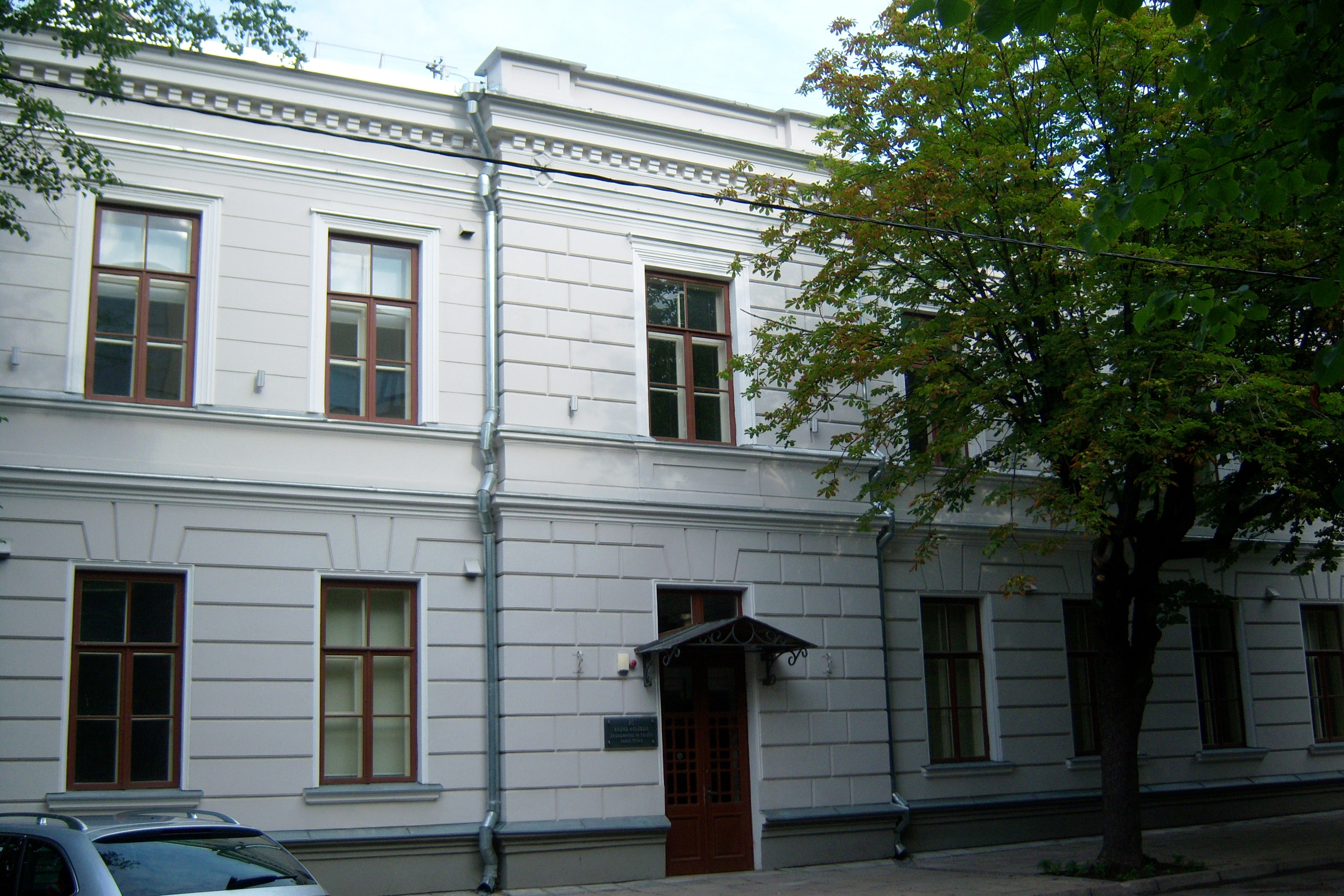
Fakultät für Wirtschaft und Recht, II rūmai, Gedimino g. 41

Die Fakultät für Wirtschaft und Recht des Kollegs Kaunas (Kauno kolegijos Ekonomikos ir teisės fakultetas, KK ETF) ist eine Fakultät von Kauno kolegija in Kaunas.

## Geschichte
1954 wurde das Statistik-Technikum Kaunas in der Gogolio Straße gegründet. Es wurde von 1954 bis 1962 vom Direktor J. Šapyras geleitet. Ab 1961 gab es eine Abteilung für das Abendstudium. 1963 wurde das Technikum zum Wirtschaftstechnikum Kaunas, 1991 zur Wirtschaftsschule Kaunas und 1992 zur Höheren Wirtschaftsschule Kaunas.
Im Jahr 2000 fusionierten die Kauno aukštesnioji technologijos mokykla (KATM) und Kauno aukštesnioji ekonomikos mokykla (KAEM) zur Fakultät des Kauno kolegija.

## Studium
Die Studiengänge sind: Recht (seit 1972), Buchhaltung-Rechnungswesen (seit 1961), Finanzen (seit 2003),  Management der Anstalten und Unternehmen. Das Studium dauert 3–4 Jahre (180 ECTS).
Das Auslandssemester ist an den folgenden Universitäten möglich: Institute of Technology (Irland), Athlone Institute of Technology (Belgien), Hogeschool Van  de Provincie Antwerpen, Katholieke Hogeschool Kempen, Haute Ecole Mosane d’Enseignement Superieur (HELMo), Artesis Hogeschool Antwerpen, College of Telecommunications and Post, College of Management (Bulgarien, Sofia), Vysoka Skola Polytechnica Jihlava (Tschechien), University of Girona (Spanien), New College Durham, College of Accounting and Finance (Lettland), Kasimir Pulaski Technical University of Radom, Wyższa Szkoła Bankowa we Wrocławiu, La Rochelle Business School, Universite Paul Verlaine-Metz, Anadolu University (Türkei), Istanbul Kultur  University, College of Dounaujvaros (Ungarn),  	Szolnok University College, Fachhochschule Nürtingen, Berufsakademie Heidenheim.

## Leitung
- Dekanin: Danutė Kleinienė
- Prodekanin: Gelmina Tišikienė

## Lehrstühle
- Lehrstuhl für Recht
- Lehrstuhl für Rechnungswesen und Finanzen
- Lehrstuhl für Management der Anstalten und Unternehmen

## Partner
AB SEB bankas, AB „Swedbank“, Nordea Bank Finland Plc, UAB „Kauno arena“, UAB „Kauno tiltai“, Fakultät für Geisteswissenschaften Kaunas der Vilniaus universitetas, VU Tarptautinio verslo mokykla, Rechtsfakultät der Vytautas-Magnus-Universität Kaunas, Fakultät für Wirtschaft und Management der Technischen Universität Kaunas, Fakultät für Wirtschaft und Management der Aleksandras-Stulginskis-Universität, Bezirksgericht Kaunas, Kreisgericht Kaunas, Lietuvos antstolių rūmai, Stadtstaatsanwaltschaft Kaunas, Bezirksstaatsanwaltschaft Kaunas.